# Tricimba setulosa
Tricimba setulosa är en tvåvingeart som först beskrevs av Becker 1903.  Tricimba setulosa ingår i släktet Tricimba och familjen fritflugor. Inga underarter finns listade i Catalogue of Life.